# برق الغلاف الجوي العلوي

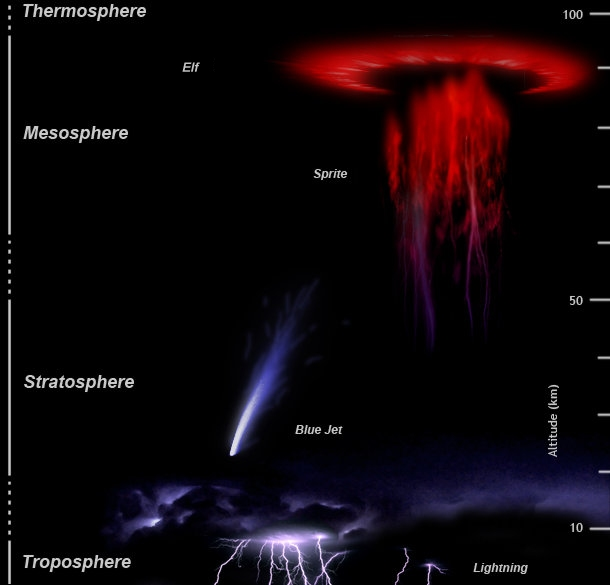
تمثيل البرق الجوي العلوي وظواهر التفريغ الكهربائي

برق الغلاف الجوي العلوي أو «تفريغ الغلاف الجوي العلوي» هي مصطلحات يستخدمها الباحثين للإشارة إلى عائلة من الظواهر الكهربائية قصيرة الأجل التي تحدث على ارتفاعات عالية. ويعتقد أن برق الغلاف الجوي الأعلى هو نوع من أنواع الحوافز الكهربائية التي تماثل عمل أضواء الفورسنت. المصطلح الذي يستخدم عامة والمفضل هو «حدث مضيئ عابر» أو «تي أل إي» (بالإنجليزية: transient luminous event (TLE))‏ بدلا من البرق وذلك لأن الأنواع المختلفة للظواهر التفريغ الكهربائي في الغلاف الجوي العلوي تفتقر للعديد من خصائص البرق العادي والذي يحدث عادة في التروبوسفير.

## خصائص
هناك عدة أنواع من الأحداث المضيئة العابرة تشمل «هالات الشبح» نفاثات زرقاء، النفاثات العملاقة، البادئات الزرق، والإلفس (بالإنجليزية: ELVES) Emission of Light and Very Low Frequency))‏، أي انبعاثات الضوء وذبذبات شديدة اإلإنخفاض ونبضات إلكترومغنطيسية. أما أشهرها فهي عفاريت البرق التي هي ومضات من الضوء الأحمر الساطع التي تحدث فوق نظم العواصف.
تدوم فترة الومض العابر بين أقل من ميلي ثانية إلى أكثر من ثانيتين. تم تصوير هذا الحدث المضيء بالخطاء عام 1989 حين كان علماء جامعة مينيسوتا ينتظرون تسجيل إطلاق أحد الصواريخ وأداروا الكاميرا بإتجاه أحد العواصف الرعدية البعيدة. ولاحظوا الظاهرة لاحقا التي ظهرت في إطارين فقط من الفيلم. وفيما بعد تم تصوير العديد من تلك الظواهر بواسطة مجموعة متنوعة من ألات تسجيل البصرية وصلت إلى حدود عشرات الآلاف. ويقدر المعدل العام لحدوث هذا البرق بعدة ملايين في السنة وذلك بحسب القمر فورموسات-2 الصناعي.

## تاريخ
في العشرينات توقع عالم الفيزياء الإسكتلندي تشارلز ويلسون توقع حدوث انهيارات كهربائية في الغلاف الجوي على ارتفاع كبير أعلى من مستوى العواصف الرعدية الكبيرة  في العقود التي تلت ذلك، ذكر طياري الطائرات مشاهداتهم لهذه الظواهر الكهربائية عند طيارانهم على علو شاهق إلا أن خبراء الأرصاد الجوية شككوا في رواياتهم حتى حصلوا على أول دليل بصري مباشر ثق في 6 يوليو، 1989 من قبل علماء من جامعة مينيسوتا. بعد عدة سنوات، سمى باحثين من جامعة ألاسكا هذه الاحداث البصرية بـ'العفاريت' لتجنب شرح الخصائص الفيزيائية التي كانت، في ذلك الوقت، لا تزال غير معروفة. بعدها، استعمل تعريفي العفاريت الحمراء والنفاثات الزرقاء بعد تداول مقطع الفيديو التي صورته طائرة البحوث الخاصة بدراسة عفاريت البرق في عام 1994.

## عفاريت البرق
عفاريت البرق هي على نطاق واسع التفريغ الكهربائي التي تحدث في منطقة عالية فوق العواصف الرعدية، مما يؤدي إلى مجموعة متنوعة جدا من الأشكال البصرية. والتي هي نتيجة قبل تصريف البرق الموجب بين الرعدة والأرض. وسميت هذه الظواهر بالعفاريت (بالإنجليزية: sprite)‏ تيمنا بالروح الشريرة «باك» (روح الهواء) المذكور في رواية ويليام شكسبير حلم ليلة صيف. وعادة ما يكون لونها برتقالي محمر أو أخضر أو أزرق، مع محلاق متدلي وفروع مقوسة في الأعلى. ويمكن أيضا أن يسبقه هالة حمراء. وغالبا ما تحدث في مجموعات، بعلو 50 كم وحتى 90 كلم فوق سطح الأرض. صورت لأول مرة يوم 6 يوليو، 1989 من قبل علماء جامعة مينيسوتا شوهدت منذ ذلك الحين عشرات الآلاف من المرات. اعتبرت العفاريت مسؤولة عن حوادث عديدة غير مبررة حدث على علو شاهق الارتفاع فوق مسرح عمليات العواصف الرعدية

## النفاثات

### نفاث أزرق
تختلف النفاثات الزرقاء عن العفاريت أنها تمتد من الجزء العلوي من السحاب الأسود فوق العواصف الرعدية، في شكل مخروط ضيق، إلى أدنى المستويات في الأيونوسفير على بعد من 40 إلى 50 كم فوق سطح الأرض. وبخلاف العفاريت الحمراء التي تكون مرتبطة بضربات برق قوية، فإن النفاثات الزرقاء لا علاقة لها بالبرق (إلا أنه يبدو أن لها علاقة قوية بالرد الثلجي في العواصف الرعدية. كما أنها تكون أكثر إشراقا من العفاريت، وكما يدل اسمها، تكون زرقاء اللون. ويعتقد أن لونها يعود إلى مجموعة من انبعاثات النيتروجين الجزيئي المحايدة والمتأينة التي تصدر خطوط زرقاء قريبة من الأشعة فوق البنفسجية. وسجلتصورها لأول مرة في 21 أكتوبر، 1989، في شريط فيديو أحادي اللون مأخوذة من مكوك الفضاء لدى مروره على أستراليا أثناء حدوث عواصف رعدية في الأفق. تحدث النفاثات الزرقاء أقل بكثير من العفاريت. بحلول عام 2007، تم الحصول على أقل من مئة صورة. وأخذت معظم هذه الصور، والتي بمعظمها أحادية اللون، مع حدوث عواصف رعدية واحدة كان يدرسها باحثون من جامعة ألاسكا من خلال سلسلة من رحلات طيران قاموا بها عام 1994 عند دراستهم لظواهر العفاريت

### البادئات الزرق
اكتشفت البادئات الزرق على شريط فيديو صور خلال رحلة بحث ليلية لدراسة العواصف الرعدية فيم بدأت كظاهرة ضوئية تعلو للأعلى مثل النفاثات الزرقاء. وتبدو أنها أقصر وأكثر إشراقا من النفاثات الزرقاء، على ارتفاع تصل إلى 20 كم فقط وفقا للدكتور فيكتور باسكو، ستاذ المشارك في الهندسة الكهربائية، «تبدو البادئات الزرقاء كنافثات زرقاء لا تتم مهمتها» الأ.
البادئات الزرق هي نوع من أنواع برق الغلاف الجوي العلوي أو «تفريغات الغلاف الجوي العلوي». هو «حدث مضيئ عابر» أو «تي أل إي» (بالإنجليزية: transient luminous event (TLE))‏ بدلا من البرق وذلك لأن الأنواع المختلفة للظواهر التفريغ الكهربائي في الغلاف الجوي العلوي تفتقر للعديد من خصائص البرق العادي والذي يحدث عادة في التروبوسفير.
اكتشفت البادئات الزرق على شريط فيديو صور خلال رحلة بحث ليلية لدراسة العواصف الرعدية فيم بدأت كظاهرة ضوئية تعلو للأعلى مثل النفاثات الزرقاء. وتبدو أنها أقصر وأكثر إشراقا من النفاثات الزرقاء، على ارتفاع تصل إلى 20 كم فقط وفقا للدكتور فيكتور باسكو، ستاذ المشارك في الهندسة الكهربائية، «تبدو البادئات الزرقاء كنافثات زرقاء لا تتم مهمتها» الأ.

### نفاثات عملاقة
النفاث العملاق هو نوع من أنواع برق الغلاف الجوي العلوي أو «تفريغات الغلاف الجوي العلوي». هو «حدث مضيئ عابر» أو «تي أل إي» (بالإنجليزية: transient luminous event (TLE))‏ بدلا من البرق وذلك لأن الأنواع المختلفة للظواهر التفريغ الكهربائي في الغلاف الجوي العلوي تفتقر للعديد من خصائص البرق العادي والذي يحدث عادة في التروبوسفير.
في 14 سبتمبر، 2001، صور العلماء في مرصد أريسيبو نفاث عملاق يبلغ علوه ضعف ما صور من قبل الذي وصل إلى علو 70 كم. حدد موقع النفاث فوق عاصفة رعدية فوق محيط، واستمرت لفترة أقل من الثانية. ولوحظ أن سرعتها بدأت بحوال 50 ألف متر بالثانية ثم ارتفعت إلى 160 ألف متر بالثانية حتى وصلت إلى 270 ألف متر بالثانية وبعد ذلك انقسمت إلى شطرين بسرعة تصاعدية حتى وصل سرعتها إلى مليوني متر بالثانية على الأقل، وحين وصلت إلى لأيونوسفير انتشرت في الفضاء كومضة من الضوء الساطع.
وذكرت مجلة نايتشر أنه في 22 تموز 2002، شوهدت في تايوان خمس نفاثات عملاقة بطول ما بين 60 و 70 كيلومترا (35 إلى 45 ميلا) فوق بحر الصين الجنوبي. واستمرت النفاثات ظاهرة لفترة ثانية، بشكل شبهة بالشجرة العملاقة والجزر.
في 10 نوفمبر 2012، ذكرت نشرة العلوم الصينية حدوث ظاهرة نفاثة عملاقة خلال عاصفة رعدية في الصين في 12 أغسطس، 2010 والتي تم تسجيلها بشكل واضح في شرق الصين في مركز العاصفة التي وقعت على 35,6 درجة شمالا، 119,8 ° E، بالقرب من البحر هوانهاي.

## الإلفس
غالبا ما تظهر الإلفس بشكل توهج قاتم وسوي ثم يتوسع ليصبح قطره 400 كم ويستمر لمدة ميلي ثانية فقط وتحدث في الغلاف الأيوني بعلو 100 كم فوق سطح الأرض فوق العواصف الرعدية. وكان لونها لغزا محيرا لبعض الوقت، ولكن يعتقد الآن أنه أحمر فاه. سجلت صوره لأول مرة بإحدى مهمات مكوك الفضاء خارج بالقرب من غيانا الفرنسية في 7 أكتوبر، 1990.